# Portal 2
Portal 2 é um jogo eletrônico de quebra-cabeça em plataformas desenvolvido e publicado pela Valve Corporation. O jogo foi lançada em abril de 2011 para as plataformas Microsoft Windows, macOS, Linux, PlayStation 3 e Xbox 360. A versão digital para computadores é distribuída pelo Steam, o serviço online da Valve, enquanto todas as edições de varejo foram distribuídas pela Electronic Arts. Em fevereiro de 2022, uma coleção com os dois títulos, intitulado de Portal: Companion Collection foi anunciado para o console Nintendo Switch.
Da mesma forma que no jogo original Portal (2007), os jogadores resolvem quebra-cabeças colocando portais e se teletransportando entre eles. Portal 2 adiciona recursos, incluindo raios laser, pontes de luz e géis semelhantes a tintas que alteram o movimento do jogador ou permitem que portais sejam colocados em qualquer superfície. Na campanha para um jogador, os jogadores controlam Chell, que explora um abandonado Centro de Enriquecimento da Aperture Science durante sua reconstrução pelo supercomputador GLaDOS (Ellen McLain); novos personagens incluem o robô Wheatley (Stephen Merchant) e o fundador da Aperture Cave Johnson (J. K. Simmons). No novo modo cooperativo, os jogadores resolvem quebra-cabeças controlando os robôs Atlas e P-Body (ambos dublados por Dee Bradley Baker). Jonathan Coulton em conjunto com a banda The National produziram músicas para o jogo.
A Valve anunciou Portal 2 em março de 2010 e o promoveu como jogos de realidade alternativa incluindo o Potato Sack, uma colaboração com vários desenvolvedores de jogos independentes. Após o lançamento, a Valve lançou conteúdos para download e um editor de mapas simplificado para permitir aos jogadores criar e compartilhar níveis do jogo. Portal 2 recebeu elogios por sua jogabilidade, curva de aprendizagem equilibrada, ritmo, humor negro, escrita e atuação, sendo considerado um dos melhores jogos eletrônicos da história por inúmeras publicações e críticos.

## Jogabilidade

Portal 2 desafia o jogador a teletransportar-se para atravessar percursos de obstáculos. A velocidade do jogador não sofre alterações ao passar pelos portais. Neste exemplo, a velocidade vertical do personagem em queda é convertida em velocidade no sentido horizontal pelo portal.

Em Portal 2, o jogador controla a protagonista, Chell, de uma perspectiva de primeira-pessoa durante o seu desafio de passar por uma série de salas usando a "Aperture Science Handheld Portal Device" ("ASHPD" ou "Portal Gun"; em português, "Arma de Portais"). A Arma de Portais é capaz de criar dois fins distintos de portais, um laranja e um azul. Os portais criam uma conexão visual e física entre dois locais diferentes no espaço tridimensional. Um portal é a entrada e/ou saída do outro portal, e vice-versa; todos os objetos que passam por um portal irão sair pelo outro. Um aspecto importante da física do jogo é o "redirecionamento do movimento linear". Isto faz com que um objeto que passa por um portal saia na mesma direção e da mesma maneira pelo outro portal. Isto faz com que seja possível pular em um portal e emergir movendo-se em direções diferentes pela sala. Por exemplo, uma manobra comum é pular em um portal que está no chão e emergir pelo outro pela parede, sobrevoando uma fenda ou outro obstáculo (vide ilustração). Isto permite que o jogador lance objetos ou a própria Chell em grandes distâncias, ambos vertical e horizontalmente, o que é referido pela Valve como "flinging" (em português, "arremesso"). Se os portais não estão em planos paralelos, o personagem quando passa por eles é reorientado para sair de pé, sempre respeitando a gravidade após sua saída.
Chell e todos os outros objetos móveis no jogo podem passar pelos portais. Contudo, um tiro de um portal não passa por um portal aberto; o tiro simplesmente falhará ou resultará num portal criado em uma posição desalinhada. Se um portal da mesma cor de um já existente for criado, o portal anterior será destruído. Objetos móveis, vidro, superfícies especiais, líquidos ou áreas que são muito pequenas não irão acomodar portais. Chell é por vezes provida com cubos que ela pode carregar e usar para subir em cima ou para colocar sobre grandes botões que abrem portas ou ativam mecanismos. No fim de cada nível e durante alguns deles, existe um campo de partículas que, após atravessado, fecha quaisquer portais antes abertos e desintegram qualquer objeto levado. Esse campo de partículas é chamado de "Aperture Science Material Emancipation Grill" ou simplesmente "Emancipation Grill" (em português, "Grelha de Emancipação"). Tais campos também bloqueiam quaisquer tiros de portais.

## Enredo

### História de fundo
A série Portal está vinculada à série Half-Life. Os eventos de Portal ocorrem entre o primeiro e o segundo Half-Life, enquanto a maior parte de Portal 2 acontece "muito tempo depois" dos eventos de Portal e do Half-Life 2.
Antes de Portal, a Aperture Science conduziu experimentos para determinar se indivíduos humanos poderiam navegar com segurança em "câmaras de teste" perigosas, até que a inteligência artificial GLaDOS, que governava o laboratório, matou seus funcionários. No final do primeiro jogo, a protagonista Chell destrói GLaDOS e momentaneamente escapa da instalação, mas é arrastada de volta as instalações por uma figura invisível que posteriormente foi identificada pelo escritor Erik Wolpaw como um robô chamado "Party Escort Bot". Uma história em quadrinhos promocional revela que um funcionário da Aperture Science, Doug Rattmann, que usou grafite para guiar o jogador no primeiro jogo, foi o responsável por colocar Chell em animação suspensa para salvar sua vida até o início de Portal 2.

### Campanha de um jogador
Chell continua sendo a protagonista, logo após os acontecimentos de Portal, no qual ela destrói GLaDOS, após isso Chell é vista caída fora da aperture science e sendo arrastada provavelmente pelo drone que seria designado para dar o bolo à Chell.
De acordo com a HQ de portal (Rato de Laboratorio) Chell foi colocada em uma câmara de relaxamento prolongado, mas com o destruição de GLaDOS a aperture science estava sem energia o que causaria a morte de Chell então o doutor Doug Rattmann, um dos poucos sobreviventes à GLaDOS, coloca a câmara de Chell na energia auxiliar, mas isso deixaria Chell naquele estado por tempo indeterminado, após um tempo (não informado no game) a energia auxiliar acaba, forçando Chell à acordar, a partir daí o jogo se inicia. E antes de acabar com a energia, o jogo tem um pequeno tutorial que te ensina a pular, andar e outras coisas, no jogo isso era para ver se Chell não perdeu sua consciência. Logo após esse pequeno tutorial você conhece Wheatley, um núcleo que tem o objetivo de não deixar GLaDOS muito inteligente, tentando evitar a reviravolta de criar algo que pudesse matar Chell. Você conhece Wheatley na mesma sala de tutorial, onde ele te leva para onde você começaria o jogo e sua aventura em Portal 2.
Portal e Portal 2 fazem parte do universo da série Half-Life. Portal ocorre depois de Half-Life, e antes do jogo Half-Life 2, e Portal 2 muito tempo depois de seu antecessor.(e provavelmente após o jogo Half-life 2).

## Personagens
- Chell - A protagonista fêmea de toda a série Portal. Tem sempre vestidas as roupas de teste (a blusa de alças branca com o logo da Aperture Science e o fato cor-de-laranja, despido à metade, com as mangas atadas ao redor da cintura), além das "Aperture Science Long Fall Boots" ou "Long Fall Boots" (em português, "Botas de Grande Queda"), e é uma personagem silenciosa, nunca sendo ouvida ao longo do jogo. Na fase beta do jogo, existia uma altura em que Chell diria apenas uma palavra (a única do jogo), que seria "Yes" ("Sim" em inglês). Mas devido à incompreensão dos Beta Testers em relação a quem a pronuciava, esta única fala foi removida. Foi devido a isso que muitos pensavam que Chell era realmente muda. É descrita como sendo muito teimosa e não desistente em relação aos seus objetivos até os alcançar. Foram estas qualidades em Chell que levaram o cientista Doug Rattmann a escolhê-la para derrotar GLaDOS.
- GLaDOS (Ellen McLain) - GLaDOS é a Inteligência Artificial que, supostamente, guiaria os sujeitos através das câmaras de teste. Tem uma personalidade muito singular, sendo muitas vezes considerada bipolar, devido às mudanças repentinas no seu humor e disposição. É sarcástica e tem tendências assassinas, tentando de diversas vezes matar Chell, mas nunca tem sucesso. Segundo a HQ de Portal 2 - Rato de Laboratóro, os cientistas da Aperture Science tentavam controlar a sua personalidade assassina com núcleos de personalidade, sendo um deles Weathley, que é apresentado como uma personagem principal em Portal 2. Um dia, GLaDOS afirmou ter perdido toda a maldade e disse que queria fazer uma experiência. Disse que precisava de um pouco de neurotoxina. E os cientistas,    ingénuos, cederam-lhe a neurotoxina, que ela terá usado para matar todos dentro das instalações laboratoriais da Aperture Science. Em Portal 2, GLaDOS é derrotada no meio do game, não tendo a sua derrota causado o fim da história. Enquanto se atravessa o que será o cenário da Aperture Tag (um easter egg) , descobre-se que GLaDOS apenas tem todas as suas ideias assassinas por causa de Caroline, antiga assistente de Cave Johnson, cuja personalidade terá ficado guardada no disco de GLaDOS. Apesar de tudo, GLaDOS revela-se muito útil para Chell enquanto está nas antigas instalações da Aperture Laboratories e juntas derrotam Weathley.
- Wheatley (Stephen Merchant) - Tendo a sua criação tido como objetivo o controlo da personalidade de GLaDOS, este núcleo tem uma personalidade muito singular, ajudando Chell nos primeiros capítulos de Portal 2. Após o capítulo 5 (A Fuga), Weathley torna-se no novo vilão, após uma substituição de núcleos principais. Após uma confusão com GLaDOS, onde ele é chamado de "imbecil" por GLaDOS, o que o deixa extremamente irritado, Weathley acaba a mandar Chell e GLaDOS para o subsolo da Aperture Science (após destruir o elevador de fuga em um acesso de raiva), onde vai encontrar uma representação do que viria a ser o cenário do jogo Aperture Tag (em inglês),  também criado pela Valve. Neste mesmo cenário foram apresentados os quatro géis que Chell iria necessitar para derrotar Weathley (Gel de Repulsão, Gel de Propulsão, Gel de Conversão e Gel de Limpeza) na câmara final. Após vários testes, Weathley é finalmente derrotado na mesma sala onde tinha sido GLaDOS.
- Cave Johnson (J. K. Simmons) - O antigo diretor da Aperture Science, cuja voz é ouvida em gravações por toda a Aperture antiga, após a ascensão de Weathley. Ele e a sua assistente, Caroline, aparecem num dos easter eggs do jogo na altura que, nas instalações antigas da Aperture, se encontra um quadro dele e da sua assistente, que, se o jogador se puser em frente do mesmo, ganhará uma conquista, mas não aparecendo como personagem física no jogo.

## Desenvolvimento
Após o sucesso de Portal, A Valve decidiu fazer Portal 2 como um produto independente (stand-alone), parcialmente devido à pressão dos outros desenvolvedores dentro da Valve que queriam trabalhar em uma "marca" Portal. O trabalho começou quase que imediatamente após o lançamento de Portal. A Valve usou mais recursos para o desenvolvimento de Portal 2 do que para o primeiro jogo; Portal teve uma equipe de sete ou oito pessoas, enquanto que Portal 2 teve uma equipe de 30 ou 40. A equipe inicial de quatro pessoas foi expandida em subgrupos para desenvolver a mecânica do jogo e o enredo. De acordo com Erik Wolpaw, algumas pessoas de Portal 2 trabalharam em Left 4 Dead por algum momento e depois retornaram. Kim Swift, designer de Portal, deixou a Valve pela Airtight Games no meio do desenvolvimento de Portal 2.
Requisitos
- Windows XP, Vista e 7; Processador: 3.0 GHz P4, Dual Core 2.0 (ou superior) ou AMD64X2 (ou superior); RAM 1GB XP/ 2GB Vista; Disco Rígido 7,6 GB de espaço; VRAM 128 MB ; Placa de vídeo: NVIDIA 7600 / ATI X800
- Mac OS X 10.6.6 ou superior; Processador Intel Core Duo (2GHz ou superior); RAM 2 GB; Disco Rígido 7,6 GB de espaço; Placa de Vídeo ATI Radeon 2400 ou superior / NVIDIA 8600M ou superior

## Prêmios
Melhor Jogo de PC, Melhor Multiplayer, Melhor Performance Feminina (Ellen McLain como GLaDOS), Melhor Performance Masculina (Stephen Merchant como Wheatley), Melhor DLC (Pré Review). Pela Video Game Awards 2011.

## Modificações
Além dos níveis que podem ser criados pelos jogadores, também foram feitas modificações completas de Portal 2 criadas pelos usuários.

### Portal Stories: Mel
Portal Stories: Mel é uma modificação de Portal 2 feita para um jogador que foi desenvolvida pela Prism Studios, um grupo composto por oito fãs da série Portal. O mod foi lançado no dia 25 de junho de 2015 para os sistemas Windows, OS X e Linux, sendo disponível gratuitamente para as pessoas que possuem Portal 2 na biblioteca do Steam.

### Aperture Tag: The Paint Gun Testing Initiative
Aperture Tag: The Paint Gun Testing Initiative é uma modificação de Portal 2 feita para um jogador desenvolvida pelo "The Aperture Tag Team" e lançada em 2014. O mod substitui a arma de portais por um dispositivo que pode disparar diversos tipos de géis (imitando a mesma jogabilidade empregada no jogo Tag: the Power of Paint) para resolver vários quebra-cabeças baseados em portais.

### Thinking with Time Machine
Thinking with Time Machine é uma modificação de Portal 2 feita para um jogador criado por Ruslan Rybka e lançado em 2014. O mod permite que o jogador grave ações que podem ser reproduzidas por uma duplicata do personagem, incluindo o uso de um segundo conjunto de portais.